# San Pardo

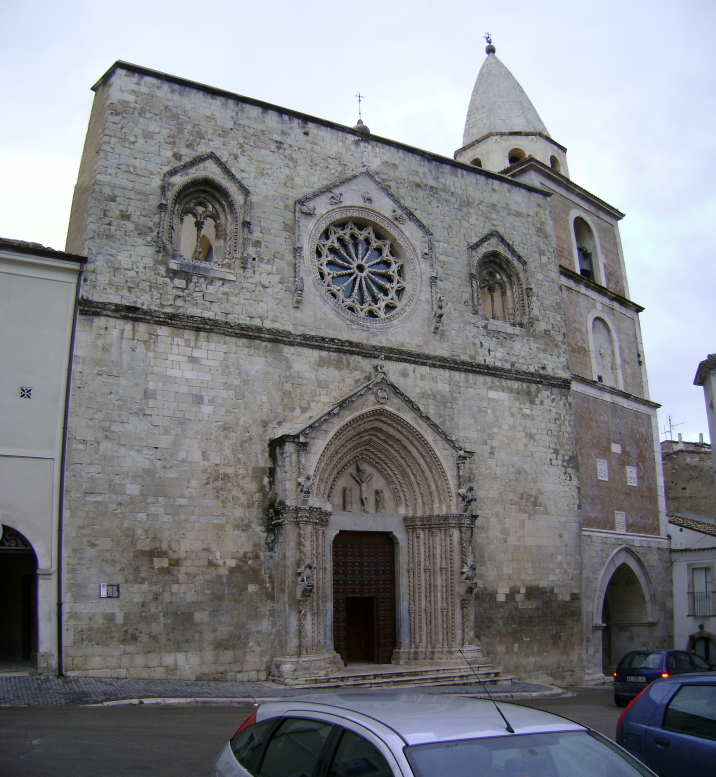
Konkathedrale San Pardo

San Pardo ist eine römisch-katholische Kirche in Larino in der Region Molise, Italien. Die Konkathedrale des Bistums Termoli-Larino trägt die Patrozinien der Himmelfahrt Mariens und Pardus von Larino und den Titel einer Basilica minor. Die gotische Kirche aus dem 14. Jahrhundert wurde als Kathedrale des bis 1986 bestehenden Bistums Larino errichtet und hat den Status eines italienischen Nationaldenkmals.

## Geschichte

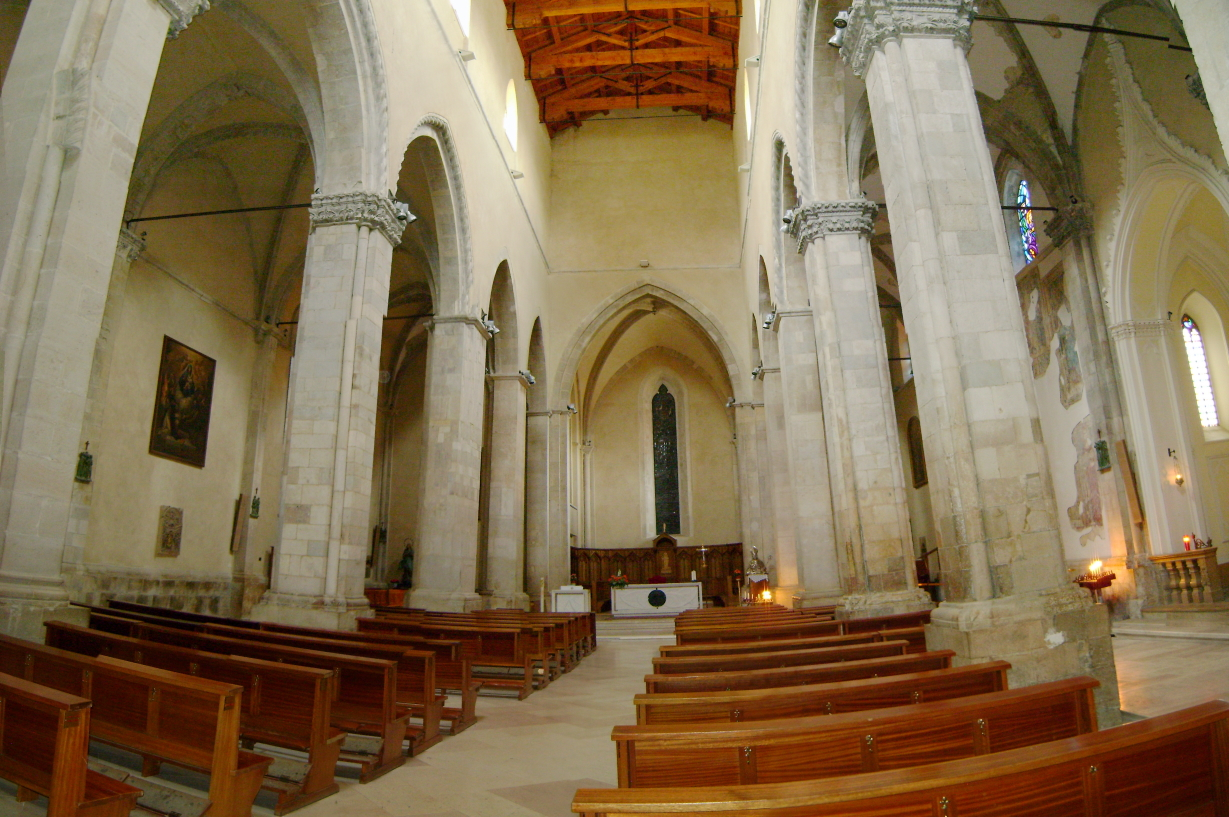
Innenraum

Für das ab dem 5. Jahrhundert belegte Bistum Larino wurde auf den Überresten einer frühmittelalterlichen Kirche um 1300 die Kathedrale erbaut und 1319 fertiggestellt. Das Innere der Kirche wurde im 14. Jahrhundert mit Fresken geschmückt, ausgestattet mit Andachtsaltären und der Kapelle der Bruderschaft der Verkündigung im 16. Jahrhundert. In der zweiten Hälfte des 17. Jahrhunderts wurden die ersten Eingriffe in die Umgestaltung der Kirche durchgeführt: das Öffnen von zwei zweibogigen Fenstern in der Fassade, in Übereinstimmung mit den Seitenschiffen, und die Übersetzung der Reliquien von San Pardo als Hauptschutzpatron der Diözese von der Krypta zum Hauptaltar. Im 18. Jahrhundert erfolgte unter Bischof Tria eine Barockisierung. Das Profil der Spitzbögen wurden zu Rundbögen umgestaltet, die Fachwerkdecke wurde durch Kassetten ersetzt; die Fenster im Kirchenschiff wurden vergrößert. Es wurden die Kapelle des Allerheiligste Sakraments und ein Baptisterium errichtet. Die Gestaltung des Altars und des Bischofsthrons aus mehrfarbigem Marmor erfolgte durch den Bildhauer Lorenzo Troccoli aus Neapel.
In der zweiten Hälfte des 19. Jahrhunderts wurden auf der Grundlage der aktuellsten Restaurierungstheorien zur Regotisierung alle barocken Elemente entfernt, mit Ausnahme der Kapelle des Sakraments und des Baptisteriums. Die Seitenschiffe wurden chorseitig verlängert, um die heutigen beiden Sakristeien zu schaffen. Der Kirche wurde 1928 durch Papst Pius XII. der Titel Basilica minor verliehen, 1940 wurde sie zum Nationaldenkmal erklärt. Der Glockenturms wurde 1943 durch einen Blitz zerstört. In den 1990er Jahren wurde die Konkathedrale durch die Architekten Antonicelli und Vitiello aus Mailand an die Liturgiereform des Zweiten Vatikanischen Konzils angepasst.

## Beschreibung
Der basilikale, dreischiffige Grundriss der häufig nur San Pardo genannten Kirche besitzt eine an die Straßenfront ausgerichtete, schräge Fassade. Die romanische Fassade wurde unter Papst Johannes XXII. geschaffen und später verändert. Sie weist eine horizontale Bekrönung und ein prächtiges Spitzbogenportal mit einer Reihe von kleinen Säulen auf, die sich rund um die Lünette verengen, in der man das Relief einer Kreuzigung sehen kann, und einen Engel, der von oben zu Jesu Rettung herbei eilt. Darüber öffnet sich ein Rosettenfenster mit 13 Strahlen auf.
Die Kirchenschiffe sind durch spitze Säulenbögen gegliedert. Der Chor hat einen viereckigen Grundriss.
Altar und Ambo aus Stein sind das Werk des Bildhauers Michele Carafà aus Termoli.
Die Orgel aus dem Jahr 1961 mit 16 Registern von D. G. Tubi wird über zwei Manuale und Pedal bespielt.